# بلوسكاي
بلوسكاي، المعروفة أيضًا باسم بلوسكاي سوشيال، هي منصة اجتماعية لامركزية للتدوين الصغير ومؤسسة ذات منفعة عامة مقرها في الولايات المتحدة. تشغل جاي جرابر منصب الرئيس التنفيذي للشركة، كما أن جيريمي ميلر منشئ بروتوكول الحضور والمراسلة القابل للتوسعة عضو في مجلس إدارتها.
وبالإضافة إلى موقعها الإلكتروني، يمكن الوصول إلى الخدمة أيضًا عبر تطبيقات iOS وAndroid. تركز الخدمة على المدونات الصغيرة، وقد أطلق عليها اسم "شبيهة بتويتر".

ارتفع إجمالي عدد مستخدمي Bluesky من حوالي 55000 في مايو 2023 إلى أكثر من 2.9 مليون بحلول يناير 2024.

أعلن جاك دورسي، الرئيس التنفيذي لشركة تويتر، لأول مرة على تويتر عن مبادرة Bluesky سنة 2019. قام المدير باراج أغراوال (والرئيس التنفيذي لاحقًا) في الشركة بدعوة أعضاء مجموعة العمل الأولية في أوائل عام 2020. توسعت المجموعة مع ممثلين من الشبكات اللامركزية الموجودة Mastodon وActivityPub. تم تنسيق المجموعة من خلال محادثة مستضافة عبر بروتوكول ماتركس. كلف تويتر جاي جرابر من شبكة التواصل الاجتماعي اللامركزية "Happening" بتأليف مراجعة فنية لمشهد الشبكة الاجتماعية اللامركزية. تم تعيينها لقيادة Bluesky في أغسطس 2021. تم تأسيس Bluesky رسميًا في أواخر عام 2021 كمنفعة عامة ذات مسؤولية محدودة  منفصلة عن تويتر.
تم وصف بلوسكاي في عام 2021 على أنها مبادرة لتطوير بروتوكول شبكة اجتماعية لامركزية، حيث تتفاعل شبكات اجتماعية متعددة، لكل منها أنظمة التنظيم والاعتدال الخاصة بها، مع الشبكات الاجتماعية الأخرى من خلال معيار مفتوح. كل شبكة اجتماعية تستخدم البروتوكول ستسمى "تطبيقًا". اعتبارًا من عام 2023، تدير بلوسكاي شبكتها الرسمية الخاصة، Bluesky Social، وهي خدمة مركزية تعمل على برامج مفتوحة المصدر لخوادمها وتطبيقات العملاء، مع إصدار بروتوكولها الأولي بموجب ترخيص MIT.
وفي أبريل 2023، تم إصدار تطبيق bluesky لنظام Android. وبعد إطلاق التطبيق، وصل عدد مستخدمي الشبكة الاجتماعية إلى حوالي 50 ألف مستخدم في أبريل 2023. ظهرت مشكلات فنية أثناء الإطلاق، بما في ذلك خطأ أدى إلى إنشاء إشعارات غير صحيحة. في مايو 2023 أصبح Bluesky Social مفتوح المصدر بموجب ترخيص MIT.
في 26 مايو 2023، أطلقت Bluesky ميزة أطلقت عليها اسم "اCustom Feeds"، بهدف تعزيز الاختيار الخوارزمي.
في سبتمبر 2023، وصل عدد مستخدمي Bluesky Social إلى مليون مستخدم مسجل، وفي نوفمبر تجاوز 2 مليون مستخدم.
في ديسمبر 2023، أعلنت شركة Bluesky عن شعار جديد للشركة، والذي تم استخدامه أيضًا كرمز للتطبيق والموقع الرسميين. كان هذا الرمز على شكل فراشة زرقاء. وتزامن إطلاق هذا الرمز الجديد مع إطلاق عرض عام للمشاركات على الشبكة، مما يسمح لمن ليس لديهم حسابات في الخدمة بمشاهدة منشوراتها.
أصبحت المنصة مفتوحة لجميع التسجيلات العامة في 6 فبراير 2024.
في 5 يوليو 2023، أعلنت شركة بلوسكاي أنها جمعت 8 ملايين دولار في جولة تمويل أولية. تخطط Bluesky لاستخدام الأموال لتنمية فريقها وإدارة العمليات ودفع تكاليف البنية التحتية وبناء تقنية AT Protocol التي تعمل عليها.
في 4 مايو 2024، أعلن جاك دورسي، ممول ومؤسس Bluesky، على X أنه لم يعد عضوًا في مجلس إدارة Bluesky، وأكد Bluesky رحيله.